# Poliptyk z Porto San Giorgio
Poliptyk z Porto San Giorgio – nastawa ołtarzowa wykonana przez włoskiego malarza renesansowego Carla Crivellego dla Kościoła św. Jerzego w Porto San Giorgio w 1470. Części składowe dzieła znajdują się w różnych muzeach europejskich i amerykańskich, m.in. w Muzeum Książąt Czartoryskich w Krakowie.

## Historia
W archiwum miejskim w Fermo znajdował się dokument poświadczający, iż w 1470, pochodzący z Albanii Giorgio, którego rodzina uciekała przed nawałą turecką po śmierci Skanderbega w 1468, zamówił poliptyk dla kościoła w Porto San Giorgio. Dokument znany jest z wiarygodnych odpisów. Giorgio był głową rodu Salvadorich. Rodzina ta była właścicielką ołtarza i ona odpowiada za rozproszenie obrazów składających się na poliptyk.
Data powstania poliptyku jest pewna, świadczą za nią nie tylko cechy stylistyczne, ale również XVIII-wieczne dokumenty, w których utrwalono treść inskrypcji znajdującej się u podstawy ramy: CAROLUS CRIVELLUS VENETUS PINXIT ANNO 1470. Chodzi o dwa inwentarze, pierwszy z 1727, sporządzony przez proboszcza Anselmo Ercoliego, drugi z 1771, przeprowadzony z okazji wizytacji pasterskiej. Drugi dokument zawiera bardzo dokładny opis poliptyku, co umożliwiło jego rekonstrukcję. Spis inwentarzowy wymienia również dwa inne obrazy ze świętymi, które wisiały w tej samej kaplicy, posiadające również herby rodowe Salvadorich. Powstały w tym samym czasie co ołtarz. Nie wiadomo, gdzie się obecnie znajdują.

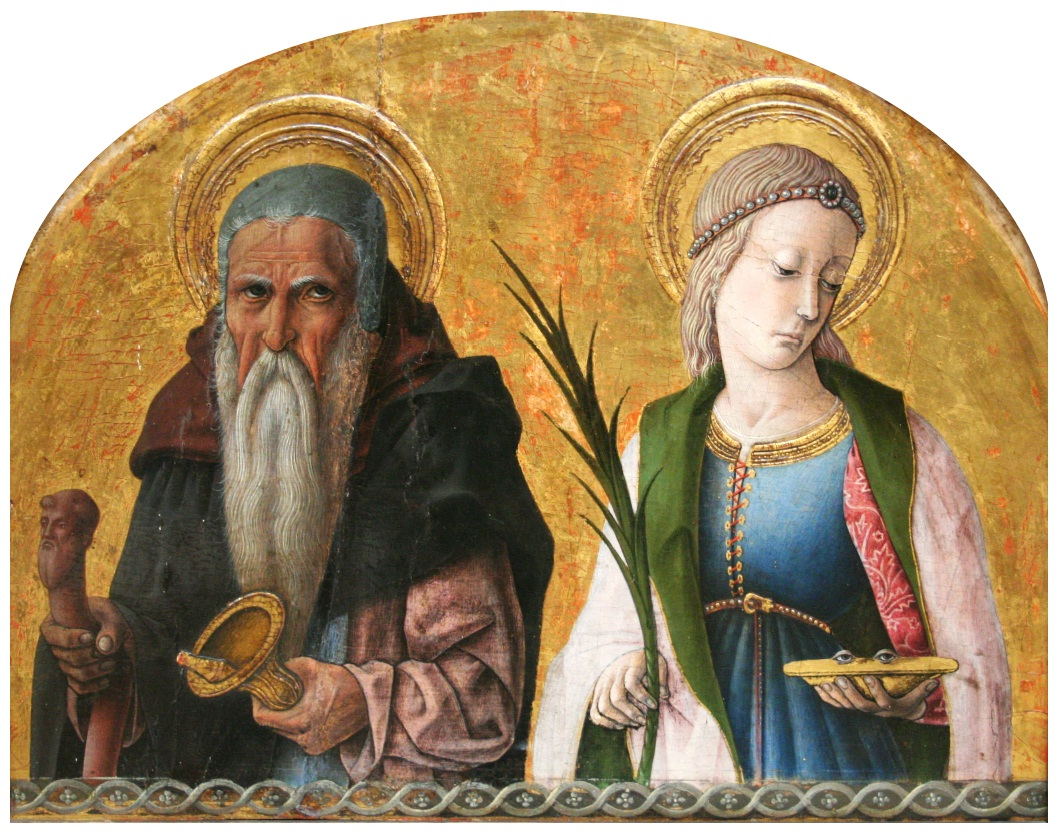
Święci Antoni Opat i Łucja, Kraków

Kościół zdemolowano w 1803. Ołtarz przeniesiono do Kościoła Matki Bożej Wspomożycielki, w którym tymczasowo pełniono posługę liturgiczną. W 1932 poliptyk znajdował się w domu Salvadorich, w oczekiwaniu na restaurację Kościoła św. Jerzego. Widział go wówczas kolekcjoner sztuki Alessandro Maggiori. W 1834 poliptyk oddano do wyremontowanego kościoła. Widział go tam historyk sztuki Amico Ricci Petrocchini. Ricci zanotował, iż obrazy przedstawiające półportrety świętych, pozostały w domu Salvadorich. Jakiś czas potem na ołtarzu została umieszczona figura św. Jerzego. Pozostałe obrazy oddano rodzinie Salvadorich. W 1835 ołtarz został wywieziony do Rzymu i sprzedany kolekcjonerowi z ambasady portugalskiej Hudsonowi za 90 skudów. Akt sprzedaży oprotestowały władze Porto San Giorgio. Hudson wypłacił wówczas miastu 300 skudów. Poliptyk przechodził z rąk do rąk, przez kolekcje Ward i Dudley trafił w 1876 do kolekcjonera Martina Colnaghi, skąd rozsprzedany został różnym pasjonatom sztuki w Europie.
Rekonstrukcja poliptyku zajęła wiele lat. Rozpoczął ją w 1931 Philip Hendy, kojarząc Świętych Piotra i Pawła z National Gallery w Londynie ze Św. Jerzym zabijającym smoka z Isabella Stewart Gardner Museum w Bostonie. W 1946 Roberto Longhi połączył Madonnę Cook z National Gallery of Art w Waszyngtonie z Pietą z Institute of Arts w Detroit, udowadniając, iż są częściami tej samej nastawy. W 1950 Federico Zeri rozpoznał Świętych Katarzynę Aleksandryjską i Hieronima z Philbrook Museum of Art w Tulsie. Po kilku latach do szeregu odnalezionych części składowych poliptyku dodano Świętych Antoniego Opata i Łucję z krakowskiego Muzeum Czartoryskich (J. Białostocki, 1956). Nie wiadomo, gdzie znajdują się obrazy z sześcioma świętymi i emblematami Salvadorich wymieniane w spisie inwentarzowym z 1771. W archiwum rodu odnaleziono dokument z 1805, mówiący o obrazie z Ostatnią Wieczerzą, rozmiarami pasujący do dwóch brakujących obrazów ze świętymi.
W 1961 udało się zebrać wszystkie części składowe poliptyku i zaprezentować je na wystawie przedstawiającej twórczość Crivellego w Wenecji. W Porto San Giorgio znajduje się kopia dzieła.

## Opis i styl

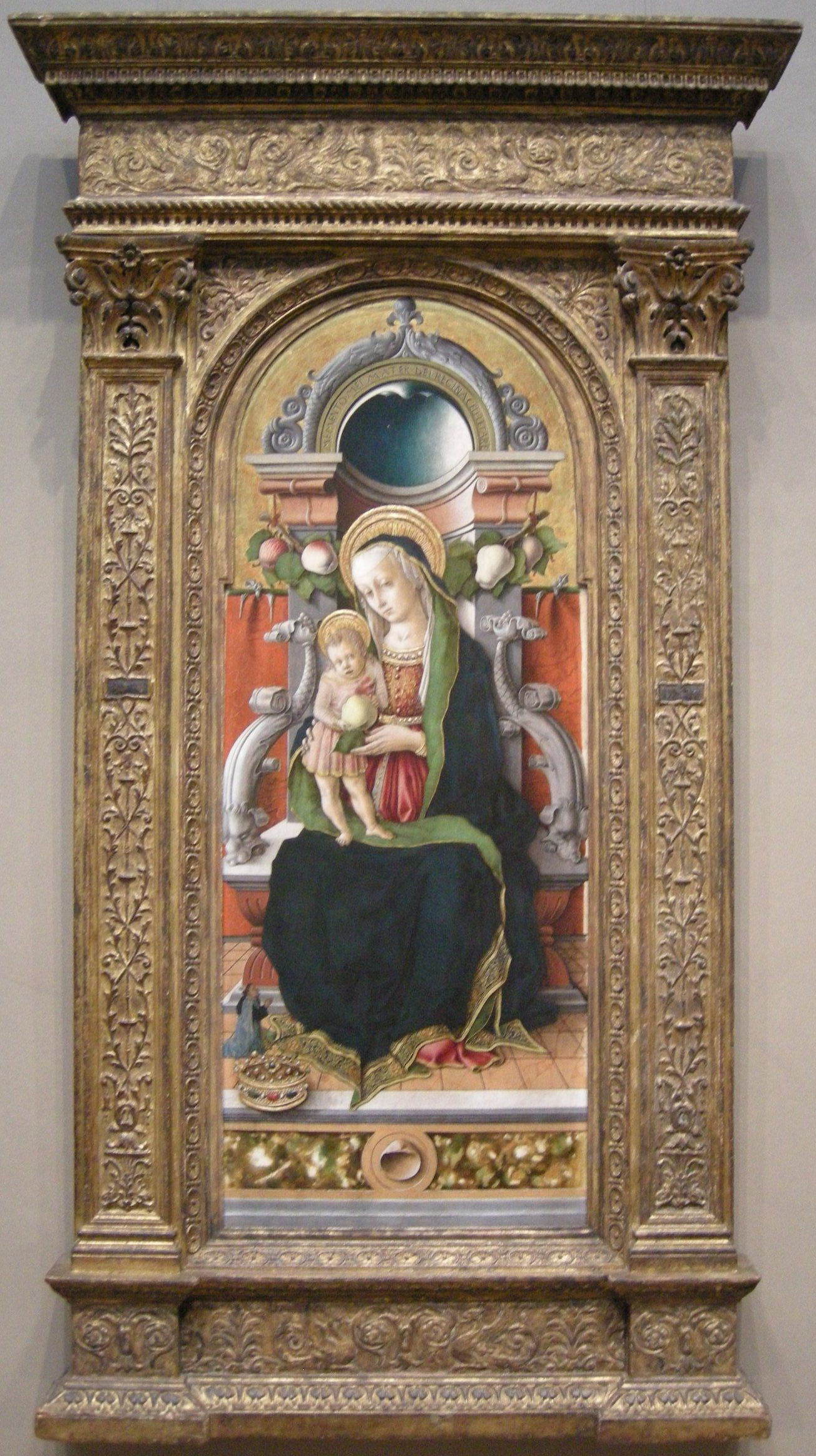
Madonna Cook, centralna część Poliptyku z Porto San Giorgio, Waszyngton

Poliptyk, mający wiele wspólnego z podobnym dziełem namalowanym przez Crivellego dla Kościoła Świętych Wawrzyńca i Sylwestra w Massa Fermana, świadczy o stopniowym odchodzeniu od wpływów renesansowej szkoły padewskiej. Autor dąży do większej delikatności, pozostawiając jednak elementy, które pomagają w oddaniu realizmu przedstawianych postaci.
- Madonna Cook − 129,5 × 54,4 cm, Waszyngton, National Gallery of Art
- Święci Piotr i Paweł − 87 × 44 cm, Londyn, National Gallery
- Św. Jerzy zabijający smoka − 90 × 46 cm, Boston, Isabella Stewart-Gardner Museum
- Święci Katarzyna Aleksandryjska i Hieronim − 35 × 48,9 cm, Tulsa, Philbrook Museum of Art
- Święci Antoni Opat i Łucja − 34,5 × 47,5 cm, Kraków, Muzeum Czartoryskich
- Pietà − 45 × 117 cm, Detroit, Institute of Arts

W obrazie z Maryją z Dzieciątkiem (Madonna Cook) u dołu po lewej stronie malarz umieścił niewielką postać fundatora dzieła. W części ze Św. Jerzym i smokiem notuje się, jak w wielu przedstawieniach św. Jerzego autorstwa Crivelliego nastrój baśniowy późnego gotyku. Sposób przedstawienia konia na tym obrazie, przypomina znane w tym czasie w Porto San Giorgio dzieło Cosme Tura z 1469. Autorstwo części ze świętymi Piotrem i Pawłem zostało poddane krytyce przez niektórych historyków sztuki ze względu na niektóre elementy wykończenia rysunku. Przypisano je nieznanemu z imienia autorowi Nastawy ołtarzowej z Brera. Autorowi temu przypisuje się również autorstwo jednego z obrazów wchodzących w skład Poliptyku Św. Dominika z Camerino. Cały Poliptyk Św. Dominika jest jednak autorstwa Crivelliego.
W Piecie Crivelli niejako rozczłonkowuje scenę pochówku ciała Jezusa, prezentując z zadziwiającą dokładnością każdego z opłakujących. Takie zapełnienie całej przestrzeni łuku jest zapowiedzią rozwoju w prezentowaniu dramatyzmu w następnych Pietàch.